# Capilla del Real Alcázar de Madrid
La capilla del Real Alcázar de Madrid fue el principal lugar de culto de esta residencia real. Fue un lugar destacado por su importancia ceremonial y las obras de arte que atesoraba.

## Historia
La capilla, como el propio edificio en el que se alojaba, sufrió diversas transformaciones hasta el incendio del edificio en 1734. Desde su consagración la capilla ocupó siempre el mismo espacio en el Alcázar.

### Dinastía de los Trastámara
La conquista de Madrid y la toma del alcázar musulmán, se habilitaría como capilla una de las salas situadas en el lado este del edificio. No sería hasta el 28 de febrero de 1434, bajo el reinado de Juan II de Castilla, cuando se consagraría la capilla. El encargado de hacerlo fue Gonzalo de Celada, obispo titular de Calcedonia.

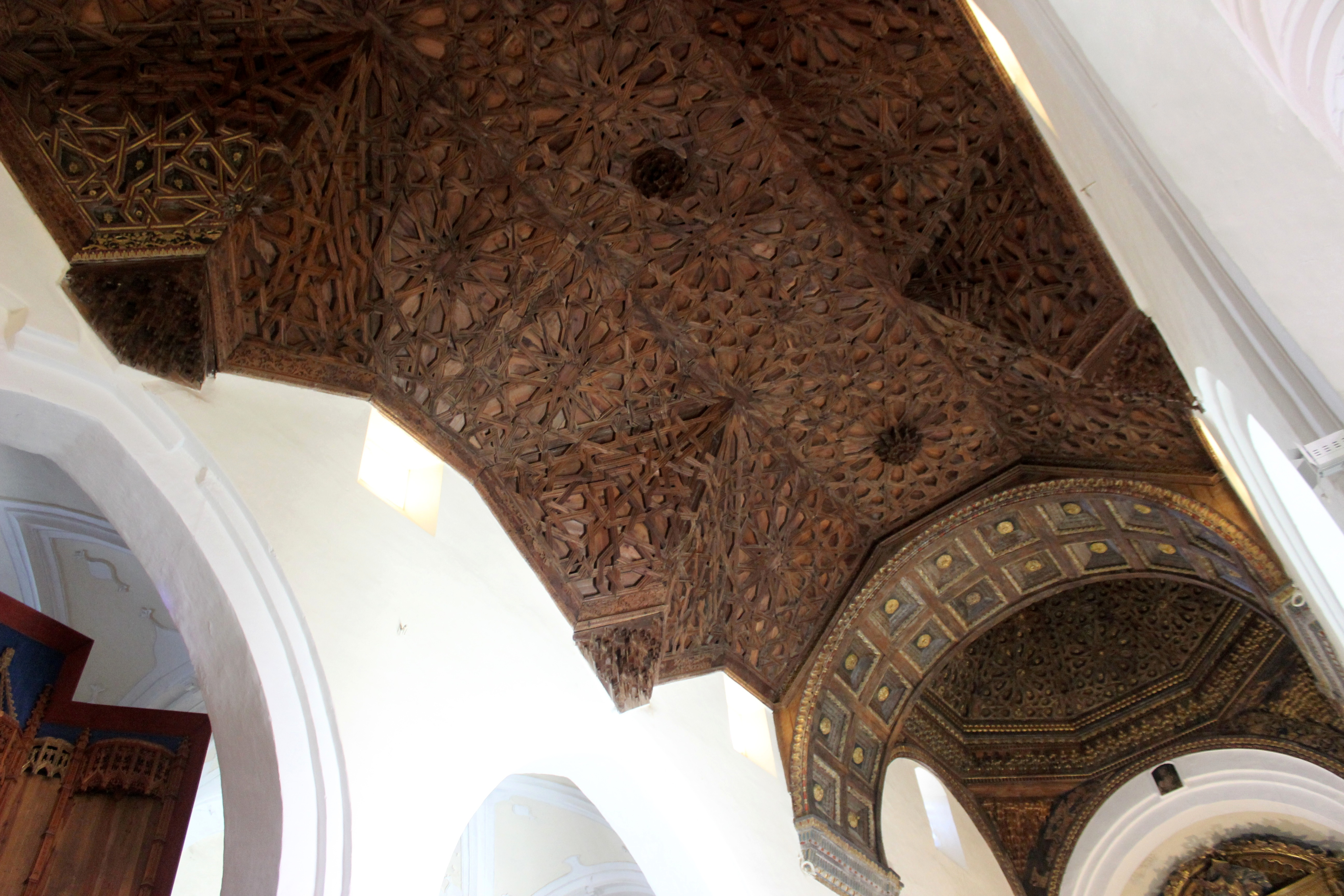
Techumbre mozárabe de la iglesia de San Nicolás de Bari en Madrigal de las Altas Torres que, según Castaño Perea, muestra un aspecto parecido al formado por el techo de la capilla del Alcázar madrileño con su combinación de nave y cúpula en el presbiterio.

En esta época la capilla presentaba una estructura muy similar a la que mantendría hasta las reformas ejecutadas en el siglo XVII por Carlos II. Presentaba una nave rectangular, dividida en dos partes: al norte, el presbiterio de forma cuadrada, y al sur la nave. Los muros estaban decorados con yeserías parecidas a las que adornaban el resto del alcázar trastamarino.

### SigloXVI
Carlos V ordenó profundas obras de reforma del Alcázar. Estas obras incluyeron un nuevo patio al este de la capilla, lo que hizo que esta pasara a situarse en el eje central del edificio, ocupando un importante núcleo del nuevo alcázar. Como resultado de estas obras iniciadas en 1540 la capilla queda delimitada, al norte por la nueva escalera imperial, al este y oeste por las galerías superiores de los patios. Estas obras incluirán algunas acciones sobre la capilla, entre otras, se repararon puertas y ventanas, se restauraron las techumbres y las yeserías, incluyendo en estas últimas, motivos de gusto renacentista y se colocó un zócalo de azulejos de Talavera, similar a los que se estaban poniendo en otras estancias del alcázar. También fue agrandado el arco que separaba el presbiterio del resto de la nave y estructurado según el nuevo gusto renacentista, señalándose como referencia el arco de entrada de la capilla de los Reyes Nuevos en la catedral de Toledo.
Debido a las exiguas dimensiones de la capilla se decidió abrir la capilla a la contigua sala de la Emperatriz, a los pies de la nave y bajo la tribuna por medio de arcos. En la separación entre ambos espacios se colocó una rejería decorada con escudos que permitía la visión de la capilla desde la citada sala.
En este momento la capilla estaba consagrada al arcángel San Miguel como testimonio de la iglesia de San Miguel de la Sagra, que acababa de ser demolida para permitir la ampliación del Alcázar.
El reinado de Felipe II supuso la reversión de esta última reforma con la construcción del llamado cancel, en la parte central del piso bajo las tribunas. Este espacio cerrado y vitrado, permitía, inicialmente, a la reina seguir las ceremonias litúrgicas de forma más o menos secreta. Posteriormente, el rey también seguiría las ceremonias litúrgicas en secreto desde este lugar, sin necesidad de salir a la cortina. A la derecha del cancel se dispuso una pequeña capilla, que permitía que cuando la reina o algún miembro de la familia real estuviera en el cancel pudiera seguir de cerca una misa.
De acuerdo con el gusto de Felipe II, este mandó colocar sobre el altar mayor, en el espacio que tradicionalmente ocuparía el sagrario, una copia realizada por Miguel Coxie del retablo del Cordero Místico. Al menos desde su reinado se colocaban tapices para decorar la capilla de acuerdo con el tiempo litúrgico correspondiente. Así mismo mandó colocar azulejos en el estrado del altar mayor.

### SiglosXVIIyXVIII

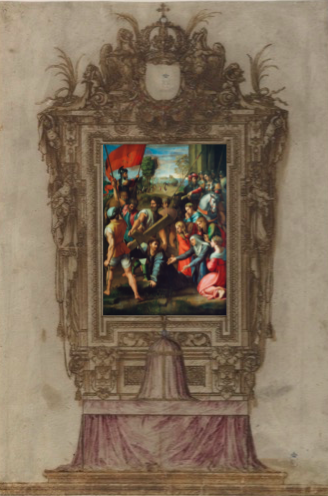
El retablo y altar mayor según diseño de Herrera Barnuevo con el Pasmo de Sicilia, según Cruz Yábar.

Durante el reinado de Felipe III únicamente se realizaron obras de mantenimiento de la capilla.
En el reinado de su hijo, Felipe IV, se instalaría en la capilla el Santísimo Sacramento el 10 de marzo de 1639. Para este albergar este se construyó en 1648 un sagrario. También en este reinado (1661) se colocaría el conocido como El Pasmo de Sicilia o La caída en el camino del Calvario, obra de Rafael Sanzio. Esta obra fue traída desde Palermo. La obra se enmarcó con una rica cornisa con motivos barrocos, rematada por el escudo real según diseño de Sebastián de Herrera Barnuevo.

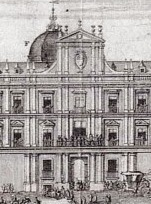
Vista de la cúpula de la capilla tras la sección central de la fachada principal. (c. 1704)

El reinado de Carlos II supuso la transformación de la capilla, algo descuidada por aquel entonces. En 1679 se mandan realizar un frontal y gradas para el altar. Hacia finales de su reinado se realizó la mayor reforma acometida hasta entonces en la capilla, con la construcción de una cúpula encamonada de mayor dimensión que el presbiterio existente desde los Trastámara, teniéndose que ampliar la capilla hacia el norte.
Se mandó decorar la nave y la cúpula por parte de Lucas Jordán. Por último se mandó construir un rico altar de pórfido, de gusto italiano, que no llegaría hasta después de la muerte de Carlos II, el 7 de enero de 1701, siendo instalado a finales de ese año.
Con la llegada de la casa de Borbón al trono español, no se realizarían obras de relieve en la capilla, teniéndose que acometer obras de mantenimiento. Entre estas destaca la necesaria para asegurar la estructura de la cúpula.
La capilla desaparecería el 24 de diciembre de 1734 en el incendio que arruinó por completo el Alcázar madrileño. Según el diario llevado por Félix de Salabert y Aguerri, marqués de la Torrecilla; en la misma noche del incendio los franciscanos del vecino convento de San Gil consiguieron trasladar a este el Santísimo Sacramento de la capilla. Tras el incendio, y de forma provisional, la capilla quedaría instalada en una de las pocas partes del Alcázar que se salvaron del incendio, el cuarto del Príncipe.
La capilla tenía una gran importancia ceremonial en la etiqueta de la corte española. En ella asistía el monarca a los oficios y ceremonias religiosas, se celebraban bautizos y hasta se llevaban a cabo actos de conclusiones, o defensa de tesis.

## Descripción

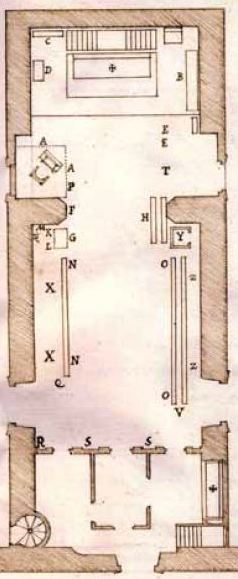
Planta de la capilla hacia 1626.

Durante toda su existencia la capilla ocupó el mismo espacio físico en el Alcázar. La capilla ocupaba un espacio cuadrangular con unas dimensiones de unos 19 metros de largo por 7,56 de ancho.

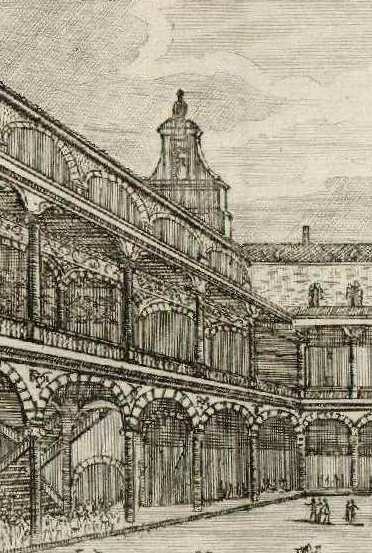
Vista de la espadaña de la capilla, desde el patio de la reina (al este) del alcázar. Pueden apreciarse también las escaleras situadas justo al norte de la capilla, así como las galerías del patio.

Hasta la reforma acometida por Carlos II, la capilla conservó gran parte de la estructura heredada de la época de los Trastámara. En su parte exterior se cubría por una cubierta a dos aguas, y en la parte norte de la crujía se disponía una espadaña que incluía un reloj y campanas en su parte superior. incluyendo la cúpula de madera estilo mozárabe del presbiterio, con armadura de par y nudillo, dorada y con tracerías y racimos propios de este estilo; así como el techo de la nave, de estilo mozárabe también soportado por una armadura de par y nudillo. Castaño Perea señala la similitud de este efecto de las techumbres con los de la iglesia de San Nicolás de Bari de Madrigal de las Altas Torres.
La capilla se encontró decorada a lo largo de su historia con diversas obras de arte de gran valor. De entre ellas destacan, La caída de Cristo en el camino del Calvario de Rafael Sanzio, y El Cristo con la Cruz de Tiziano, así como uno de los tapices de la serie de La Pasión, encargados por Margarita de Austria o la de Los Hechos de los Apóstoles según cartones de Rafael. Este contraste entre la austeridad de las estancias y la riqueza de la decoración era percibido por los diferentes viajeros y cronistas sobre la totalidad del Alcázar madrileño.

La real cortina se situaba en el lado del Evangelio de la capilla, en la esquina sudoeste del presbiterio, tras el pie del arco toral que separaba las dos partes de la nave. En ambos pies del arco toral, del lado sur, hacia la nave, se disponían dos nichos o huecos que albergarían, según Castaño Perea, un pequeño altar, imagen o reliquias. En la pequeña capilla situada al este del cancel, bajo las tribunas y al pie de la iglesia, se encontraba un altar que pudo contener el Cristo con la Cruz de Tiziano, este lugar fue descrito por Cosme de Médicis (futuro Cosme III de Toscana) en su viaje a España como:
En el paso de las cámaras a la capilla hay otro altar con una bellísima tabla de Tiziano, que representa un cristo con la cruz a cuestas, donde algunas veces oye misa la reina más retiradamente.
En su sacristía, se situaba bajo el presbiterio de la capilla, bajándose por dos escaleras situadas tras el altar. Contaba con una capilla para las reliquias. En la sacristía estuvo el Adán y Eva de Tiziano.
Tras las reformas de Carlos II, la capilla adquirió un aspecto más acorde con el gusto barroco, con su cúpula encamonada decorada por Lucas Jordán con la historia de Salomón, y figuras alegóricas a la Ley Divina en las pechinas. En la nave se dispondrían cuatro lienzos de este artista ricamente enmarcados y orlados de tarjetas.
Además de esta capilla existieron varias oratorios en el Alcázar. De entre estos destacan el de la Reina, el del Rey o el del cuarto bajo del Rey.

## Significado
La importancia de la capilla dentro del Alcázar era inmensa, como parte de la rica Etiqueta de Borgoña aplicada en la corte de España. Así, a mediados del siglo XVII, Mateo Frasso, en su Tratado de la Real Capilla, decía de ella:
La real capilla desta Corte de Madrid esta puesta nel medio de Palacio entre dos muy magnificos y grandiosos patios, q[ue]. parece ser el coraçon daquel gran cuerpo y Machyna de tan sumptuosa fabrica y con gran consequencia se puede llamar coraçon de Palacio, q[ue]. pues el coraçon del Rey, Dios le g[uar]de, esta en la mano de Dios, muy ajustado viene, q[ue]. Dios este nel coraçon de Palacio y de un Rey y Monarca tan christianissimo y zelador del culto divino.

### Individuales
1. ↑  Negredo del Cerro, Fernando (2006). «La capilla de palacio a principios del siglo XVIII: Otras formas de poder en el alcázar madrileño». Studia historica. Historia moderna (28): 63-86. ISSN 0213-2079. Consultado el 31 de diciembre de 2021.
2. ↑  Montero, Jorge Martínez (23 de septiembre de 2013). «Prácticas ceremoniales en la escalera del Alcázar de Madrid». Quintana: revista do Departamento de Historia da Arte 12 (12): 129. ISSN 2340-0005. doi:10.15304/qui.12.1260. Consultado el 31 de diciembre de 2021.
3. ↑  Cano de Gardoqui García, José Luis (2015). «La parroquia de San Miguel de Sagra y San Gil de Madrid en el siglo XVI. Aportaciones documentales». Anales de Historia del Arte 25: 151-161. ISSN 1988-2491. doi:10.5209/rev_ANHA.2015.v25.50853. Consultado el 31 de diciembre de 2021.
4. ↑  Calvo, Eva (2019). «Los encargos cerámicos de Felipe II para sus palacios: ornamento arquitectónico y piezas utilitarias». Coleccionismo, mecenazgo y mercado artístico: ámbitos europeo, americano y asiático, 2019, ISBN 978-84-17337-71-1, págs. 27-41 (Secretariado de Recursos Audiovisuales y Nuevas Tecnologías): 32. ISBN 978-84-17337-71-1. Consultado el 3 de enero de 2022. «En las obras para la decoración de la Capilla Real también se utilizaron baldosas, concretamente en el estrado del Altar».
5. 1 2  Cruz Yábar, Juan María (29 de noviembre de 2015). «La llegada del Pasmo de Rafael a Madrid y su instalación en el altar de la capilla del Alcázar por Herrera Barnuevo». De Arte. Revista de Historia del Arte (14): 38-53. ISSN 2444-0256. doi:10.18002/da.v0i14.1658. Consultado el 3 de enero de 2022.
6. ↑  Martínez Millán, José (2013). «La evaporación del concepto de "Monarquía católica": La instauración de los Borbones». La Corte de los Borbones: Crisis del modelo cortesano,  Vol. 3, 2013, ISBN 978-84-96813-84-7, págs. 2143-2196 (Polifemo): 2143-2196. ISBN 978-84-96813-81-6. Consultado el 5 de junio de 2024.
7. ↑  Transcrito en Díaz Pascual, Clara (16 de febrero de 2016). «El Alcázar de Madrid • Arte y Fuego». Diario de a bordo. Consultado el 4 de enero de 2022.
8. ↑  Rodriguez Villa, Antonio (1875). «XXI. Bautismo de moro y conclusiones en la capilla real». Etiquetas de la casa de Austria. Medina y Navarro. pp. 215-216. Consultado el 1 de febrero de 2022.
9. ↑  Gascón de Torquemada, Gerónimo (1991). «Octubre de 1623». Gaçeta y nuevas de la Corte de España desde el año 1600 en adelante. Real Academia Matritense de Heráldica y Genealogía. p. 180. ISBN 978-84-600-7855-5. Consultado el 1 de febrero de 2022.
10. ↑  «Enrique de Haro». roglo.eu. Consultado el 1 de febrero de 2022.
11. ↑  Castaño Perea, 2012, p. 187.
12. ↑  Barbeito, José Manuel (1992). Alcázar de Madrid. Comisión de Cultura, Colegio Oficial de Arquitectos de Madrid. p. 51. ISBN 978-84-7740-066-0. Consultado el 31 de diciembre de 2021.
13. ↑  Leiva, Gloria Martínez; Rebollo, Angel Rodríguez (2015). «El Alcázar en época de Felipe IV: un recorrido ceremonia y decorativo. La Capilla Real y el relicario». El inventario del Alcázar de Madrid de 1666: Felipe IV y su colección artística. Consejo Superior de Investigaciones Científicas, CSIC. ISBN 978-84-00-10039-1. Consultado el 31 de diciembre de 2021.
14. ↑  Orson, Steven N. (1986). Philip IV and the decoration of the Alcazar of Madrid. Princeton: Princeton University Press. p. 30. ISBN 978-0-691-04036-3. Consultado el 2 de enero de 2022.
15. ↑  Citado en Castaño Perea, 2007, pp. 300-301
16. ↑  Martínez Leiva, Gloria (6 de febrero de 2018). «El Oratorio de la reina en el Alcázar de Madrid. Una propuesta de reconstrucción». Investigart. Consultado el 31 de diciembre de 2021.
17. ↑  Castaño Perea, 2007, p. 386-396.